# 莱姆顿学院
莱姆顿学院（Lambton College），全称莱姆顿应用技术学院（Lambton College of Applied Arts and Technology），是加拿大安大略省萨尼亚市的一所应用艺术专科学校，可以为学生提供1年、2年和3年期的学习课程，同时提供成人教育和继续教育服务。